# Ahmed Umar (artista)
Ahmed Umar durante uma entrevista em 2021
Ahmed Umar (em árabe: أحمد عمر, Sudão, 10 de fevereiro de 1988) é um artista visual sudanês-norueguês e ativista LGBT. Ele cresceu em uma família conservadora no Sudão e mais tarde fugiu para a Noruega. Suas obras de arte misturam influências sudanesas (por exemplo, os Faraós Negros do antigo Reino de Cuxe) e ocidentais. Ele foi retratado no documentário de 2020 The Art of Sin.

## Vida e carreira

### Juventude
Ahmed Umar nasceu no Sudão em 10 de fevereiro de 1988, filho de Siddig e Zeinab Umar, o caçula de cinco irmãos. Sua família era uma família sufi tradicional que vivia entre Meca e o Sudão.
Umar foi educado em Meca e começou a se apaixonar por outros meninos enquanto morava lá. Mais tarde, foi estudar no Sudão e entrou em um “relacionamento halal” com uma mulher, embora seus sentimentos por homens continuassem.

### Mudança para a Noruega
Umar chegou à Noruega em 2008 como refugiado político do Sudão devido à sua sexualidade, que na época era um dos sete países que executavam pessoas por conduta homossexual. Obteve um diploma de bacharel em Gravura em 2014, pela Academia Nacional de Artes de Oslo, seguido por um mestrado em Belas artes.
Enquanto estava na Noruega, tornou-se um artista conhecido por misturar influências sudanesas e ocidentais em apresentações ao vivo, trabalhos com cerâmica, joalharia e gravuras. Desde então, o seu trabalho é exibido em várias instituições nacionais e internacionais.

## Arte e ativismo LGBT
Em 2015, Umar assumiu-se gay no Facebook. Isso fez com que grande parte da comunidade sudanesa se voltasse contra ele, incluindo membros da sua família. Mais tarde, ele disse sobre essa experiência:
Eu acreditava que estava amaldiçoado e que Alá me puniria com infelicidade eterna, HIV e morte como Freddie Mercury, e que eu traria vergonha para minha família. Eu queria tanto morrer. Eu estava tão sozinho.
Sua revelação foi retratada no filme de 2020, The Art of Sin. Em 2022, ele contribuiu com um capítulo intitulado Pilgrimage of Love para uma antologia intitulada This Arab Is Queer. Em uma entrevista à 500 Words Magazine, ele discutiu sua crença de que havia grupos inteiramente homossexuais de homens vivendo no Reino de Cuxe, desafiando a homofobia profundamente enraizada no Sudão.

### Islã na obra de Umar
Umar é ateu, mas o Islã e a cultura árabe são temas importantes em sua obra. Muitas de suas esculturas foram inspiradas no Alcorão, como “Algum de vocês gostaria de comer a carne de um irmão morto?” (em árabe: أَيُحِبُّ أَحَدُكُمْ أَنْ يَأْكُلَ لَحْمَ أَخِيهِ مَيْتًا فَكَرِهْتُمُوهُ), que se origina do Alcorão, capítulo 49:12, e What Lasts! (em árabe: ماذا تبقا), que descreve a história de Ló. A escultura “Conjunto de purificação” de Umar, de 2016, mostra os instrumentos empregados para a prática do Wudu.
A obra de joalheria de Umar, Hijab (em árabe: حجاب), explora a forte ligação entre amuletos religiosos e superstição, unindo um amuleto de 365 contas, uma para cada dia do ano, para proteger o usuário do mal e trazer sorte na tradição sufi.

### Sudão na obra de Umar
A obra de Umar abrange a cultura e os temas sudaneses. Se você não tem mais família, crie a sua própria com argila (em árabe: الماعنده أهل, يعمل أهل من طين), tem o nome de um provérbio sudanês e trata da família de Umar que o renegou após ele se assumir. Em 2018, Umar se naturalizou cidadão norueguês e participou da cerimônia de cidadania vestindo uma roupa que combinava as culturas sudanesa e norueguesa.

#### Carregando o rosto da feiura
Umar tornou-se amplamente conhecido como o rosto da comunidade LGBT sudanesa, enquanto a animosidade em relação a ele também crescia. Em 2020, durante as filmagens de The Art of Sin, ele compilou uma série de fotografias de vários membros da comunidade LGBT no Sudão e, em seguida, adicionou seu rosto sobre os deles. Ele intitulou essa série Carregando o rosto da feiura (em árabe: شايل وش القباحة), em referência a uma expressão sudanesa que se refere a alguém que faz algo desconhecido, enfrenta um problema e assume a culpa por isso. Essas fotos foram posteriormente exibidas como arte de rua em Oslo.

#### Revolução sudanesa
O apoio à Revolução Sudanesa é um tema importante na obra de Umar. Em junho de 2019, Umar participou da Marcha do Orgulho de Nova Iorque vestindo uma roupa inspirada no Sudão. Ele também compartilhou sua esperança de “viver livremente em uma nação democrática onde todos são valorizados igualmente”. Em 2020, durante o evento de artes e artesanato Agenda, organizado pela Academia Nacional de Artes de Oslo, Umar exibiu suas obras relacionadas à relação entre arte e democracia no contexto do Sudão e seus 30 anos de ditadura. Em 2021, o projeto fotográfico In God's hand retratou as mulheres revolucionárias do Sudão, as Candaces.

#### Orgulho do Nilo 2030
Umar está convencido de que haverá uma Parada LGBT no Sudão antes de ele morrer, um evento que ele considera tão importante quanto o Natal ou o Eid al-Fitr. Ele promove ativamente O Orgulho do Nilo (em árabe: عِزّة النيل), um festival planejado para acontecer em Cartum em 2030.

## Trabalhos e exposições

### Trabalhos selecionados

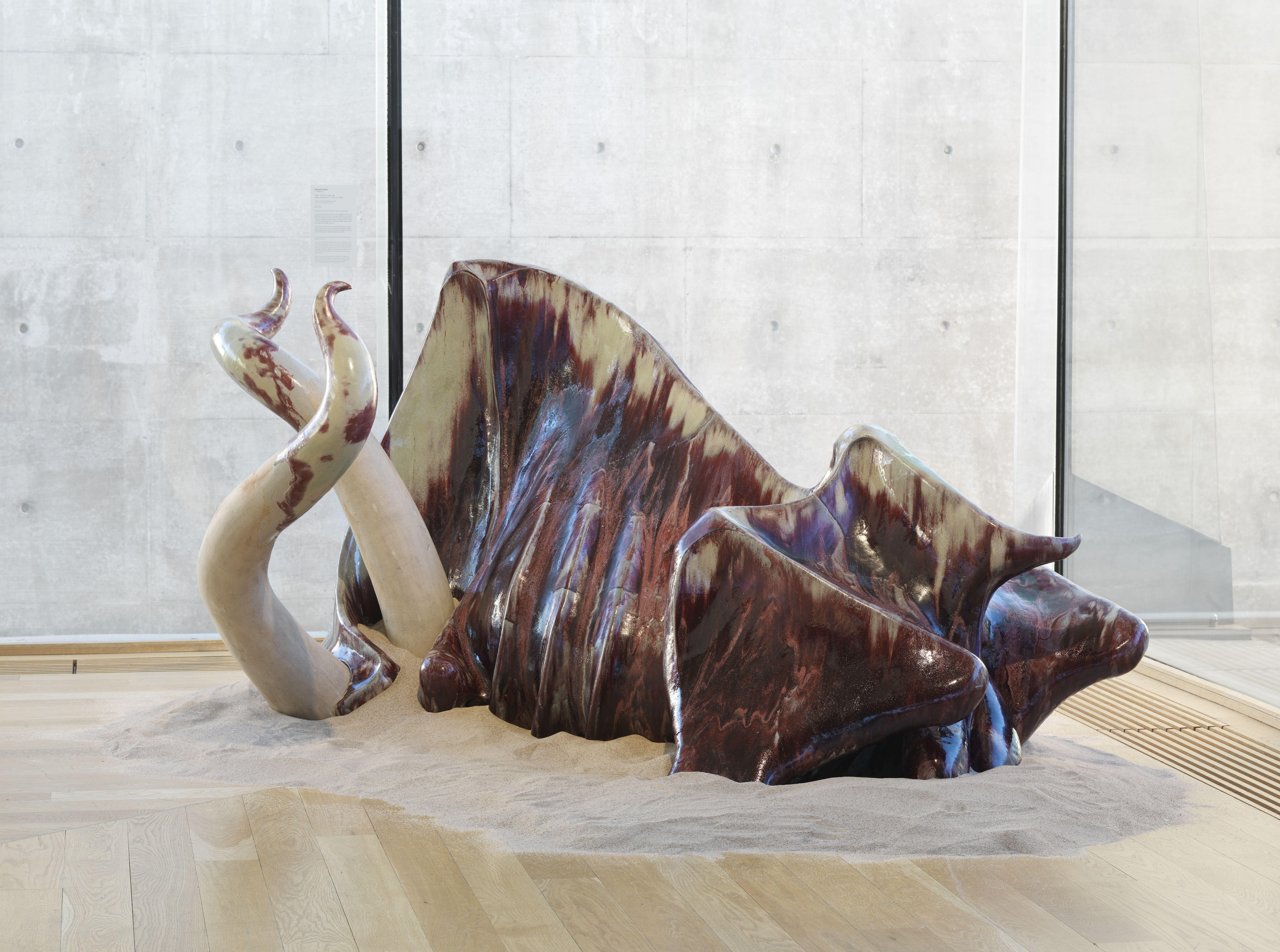
Escultura Thawr, Thawra (ثورة, ثورة) no Museu Nacional da Noruega, Oslo

- Kunsten a være syndig (2017) - curta-metragem documental.[37]
- Se você não tem mais uma família, crie a sua própria com argila (em árabe: الماعنده أهل, يعمل أهل من طين), Last Frontier art space, Nova Iorque.[9] (2019)
- The Art of Sin (em árabe: فن الخطيئة) um documentário.[6][38] (2020)
- In God's hand, Ha Gamle Prestegard, Oslo.[34] (2022)
- Solace in Clay, Academia Internacional de Cerâmica, ONU, Genebra.[39] (2022)
- Glowing Phalanges: Prayer Beads 99, (planejado) Kunstnernes Hus, Oslo.[2][40] (2023)

### Coleções públicas selecionadas
- Hijab (Proteção Anual, em árabe: حجاب), Coleção de Arte do Município de Oslo.[41] (2017)
- Thawr, Thawra (em árabe: ثورة, ثورة), Museu Nacional da Noruega, Oslo.[30] (2019)
- Hijab para Hannah (em árabe: من الحجاب للحنة), Museu Nacional de Artes Decorativas, Trondheim.[12] (2019)
- Forbidden Prayer: Ministério das Relações Exteriores da Noruega (Instalação para a embaixada da Noruega em Cartum, Sudão).[42] (2020)
- What Lasts! (em árabe: ماذا تبقا ، Sarcófago), Vestfossen Kunstlaboratorium.[11][4] (2021)

## Prêmios e distinções
- 2016: Bolsa para estudantes de arte da BKH, Fundo Norueguês de Ajuda a Artistas Visuais[43]
- 2017: Prêmio Debutante, Kunsthånverk, Norske kunst og hånverkers Årsutstilling, Museu Nacional de Artes Decorativas[44]

### 2018
- Bolsa para jovens artistas recém-estabelecidos, Conselho de Artes da Noruega[45]
- Residência no Atelier Kunstnerforbundet Studio[46]
- Prêmio NOoSPHERE Artist Residency, Nova Iorque[47]
- Prêmio Scheibler Foundation Art and Craft[48]

### 2021
- Programa documental KunstnerLiv, NRK[49]
- Nomeado para o Prêmio Sandefjord Kunstforening Art[50]
- Bolsa de trabalho para artistas, Conselho de Artes da Noruega[45]